# 丰乐镇 (酒泉市)
丰乐乡，是中华人民共和国甘肃省酒泉市肃州区下辖的一个乡镇级行政单位。

## 行政区划
丰乐乡下辖以下地区：
大庄村、前所村、涌泉村、中杰村和二坝村。